# ريزا فيتري فيرمان
ريسا فيتري فرمان (بالإنجليزية: Risa Vetri Ferman) (ولد في 5 أبريل 1965) هو قاضي محكمة مشتركة مناشدات في مقاطعة مونتغومري ، وكان سابقا المدعي العام في مقاطعة مونتغومري بولاية بنسلفانيا. قبل الفوز في انتخابات مقاطعة المدعي العام ، فرمان عمل لمدة 15 عاما في مقاطعة مونتغومري المدعي العام. في تشرين الثاني / نوفمبر 2007 أصبحت أول امرأة تنتخب النائب العام في مقاطعة مونتغومري. في عام 2011 ، فرمان فاز إعادة انتخاب وبدأت حياتها لولاية ثانية في منصب النائب العام في كانون الثاني / يناير 2012. وقالت انها هي ابنة باربرا سال فيتري و أخت لأب مارك فيتري والتلفزيون المخرج والمنتج آدم فيتري.

## السيرة الذاتية

### الشباب والتعليم
ريسا فيتري فرمان ولد في فيلادلفيا ونشأ في أبينغتون بلدة في مقاطعة مونتغومري بولاية بنسلفانيا. هي ابنة باربرا سال فيتري. في وقت مبكر من الحياة ، فرمان عمل والدها في متجر المجوهرات, مجوهرات التاج الملكي أبهر التي تعمل مع 35 واجهات المحلات وأكشاك مول عبر فيلادلفيا ، ديلاوير ونيوجيرسي لمدة 30 عاما.

## روابط خارجية
- ريزا فيتري فيرمان على موقع IMDb (الإنجليزية)